# 薩克森-安哈爾特州旗
薩克森-安哈特州旗是一面雙色旗，上方是黃色條紋，下方是黑色條紋。黃色和黑色是普魯士王國薩克森州的傳統顏色。但現在薩克森-安哈特邦旗的顏色配置卻和傳統配置相反，這是因為巴登-符腾堡州旗已經使用上黑下黃的配色。